# Distrofia di coni e bastoncelli
La distrofia di coni e bastoncelli o sindrome di Zapfen-Stäbchen è una malattia genetica che colpisce l'occhio e comporta una progressiva diminuzione dell'acuità visiva, fino ad arrivare talvolta alla cecità completa. È considerata una variante della retinite pigmentosa, anche se la sua incidenza risulta essere molto inferiore.

## Epidemiologia ed eziologia
Colpisce all'incirca un bambino ogni 400 000 nati vivi e può essere conseguenza di diverse mutazioni genetiche, ad esempio una mutazione a carico del gene ALMS1 che causa la sindrome di Alström, una patologia rara multisistemica che, tra i vari segni clinici, presenta questo tipo di distrofia.
Questa patologia può presentarsi in modo sporadico, con una mutazione de novo, oppure mostrare una trasmissione dominante, recessiva o legata al sesso. Nel caso della già citata sindrome di Alström, l'ereditarietà è di tipo autosomico recessivo.

## Sintomi e segni
I primi segni clinici della distrofia tendono a comparire tra i 10 e i 30 anni di età e si presentano a entrambi gli occhi: essi consistono in una progressiva diminuzione dell'acuità visiva, discromatopsia ingravescente e spiccata fotofobia. Successivamente compaiono cecità notturna, perdita progressiva della visione centrale con visione periferica conservata; l'ulteriore evoluzione della malattia comporta la progressiva perdita anche della visione periferica. La malattia porta così ad una grave ipovisione bilaterale, al termine di una degenerazione del visus più rapida di quanto accada in altre forme di retinite pigmentosa.
Le anomalie della visione sono causate dalla progressiva degenerazione della retina, a causa della sedimentazione di pigmenti che produce un danno in particolare a livello della macula, la zona della retina più sensibile. Questo accumulo porta al danneggiamento dei fotorecettori: i coni subiscono le alterazioni maggiori, ma anche i bastoncelli risultano danneggiati. L'ipovisus è conseguenza della perdita progressiva di funzionalità dei fotorecettori.

## Trattamento
Non esiste ancora una terapia efficace per questo tipo di retinopatia.